# Legénd
Legénd (słow. Legínd) – wieś i gmina w północnej części Węgier, w pobliżu miasta Rétság. Miejscowość leży na obszarze Średniogórza Północnowęgierskiego, w pobliżu granicy ze Słowacją. Administracyjnie należy do powiatu Rétság, wchodzącego w skład komitatu Nógrád.
Gmina Legénd liczy 504 mieszkańców (2009) i zajmuje obszar 18,41 km².